# 成澤芽衣
成澤 芽衣（なるさわ めい、1982年5月23日 - ）は、日本及びフランスのパン職人。
2017年「フランス全国バゲットトラディションコンクール」の全国大会で女性初・外国人初の優勝者に輝く。翌年2018年にはアルザス地方ガレットデロワコンクールで金賞を受賞。
2023年3月7日、フランスのペイ・ド・ラ・ロワール地域圏アンジェにて、恩師であり国家最優秀職人章の持ち主であるリシャールの店を受け継ぎ、Boulangerie Corneilleの経営者となった。